# Can Palomer (Sant Feliu de Buixalleu)
Can Palomer és una masia de Sant Feliu de Buixalleu (Selva) inclosa a l'Inventari del Patrimoni Arquitectònic de Catalunya.

## Descripció
Edifici aïllat i orientat al sud, situat a Gaserans.
Edifici de planta baixa i pis, cobert per una teulada a doble vessant, amb una galeria adossada al costat dret.
A la planta baixa hi ha la porta d'entrada en arc de mig punt, dovelles i carreus de pedra als brancals. A cada costat de la porta hi ha dos bancs petits de pedra. A banda i banda, dues finestres protegides per reixes de ferro forjat, d'estructura semicircular i coronades per un semicon.
Al pis hi ha una gran balconada que comunica amb la galeria que hi ha al cantó dret. Totes les obertures són en arc de llinda. Al costat esquerre del balcó hi ha una finestra en arc de llinda i ampit de pedra.
Al centre de la façana hi ha un rellotge de sol de forma oval.
La galeria està formada per arcs de mig punt. Els de la part inferior, d'una mida més gran, descansen sobre pilars, mentre que els de la part superior, més petites, descansen sobre columnes.
Adossades a l'edifici hi ha altres estructures com la masoveria o les corts.

## Història
Es troben documents referents a aquesta masia des del segle xvi, però és possible que sigui més antiga. Els propietaris, de cognom Palomé, no van tenir hereus i la casa va passar a ser, per matrimoni, propietat de la família Tusell, encara que va conservar el nom original (Can Palomé).
Ha estat una de les masies amb un nombre més gran d'activitats de camp, ja que s'ha dedicat a terres de conreu (secà i regadiu), ramaderia, boscos. Cap a l'any 1960, la implantació de grans factories a la vora del poble va suposar la pèrdua de l'explotació agrícola.